# عمارت ملا لطف‌الله سنندجی
عمارت ملالطف ا.. سنندجی مربوط به دوره قاجار است و در سنندج، خیابان امام، کوچه حبیبی واقع شده و این اثر در تاریخ ۱۸ آذر ۱۳۵۴ با شمارهٔ ثبت ۱۱۷۲ به‌عنوان یکی از آثار ملی ایران به ثبت رسیده است.